# 黑線絢鯰
黑線絢鯰，為輻鰭魚綱鯰形目鯰科的其中一種，為熱帶淡水魚，分布於亞洲印度Amaravathi河流域，體長可達22.9公分，棲息在底層水域，生活習性不明。

## 扩展阅读
維基物種上的相關：黑線絢鯰